# ルーク・ピアース
ルーク・ピアース（Luke Pearce、1987年11月13日 - ）は、イングランドのラグビーユニオンレフリー（審判員）。ウェールズ・ポンティプール出身。

## 略歴
16歳の時レフリーになる。
そして2019年、2019年W杯の担当レフリーになった。
母国語である英語はもちろん、フランス語でのレフリングもでき、フランス代表の試合を裁く際は仏語も使用する。